# Ertl-Glas-Stadion
Das Ertl-Glas-Stadion ist ein Fußballstadion in der österreichischen Stadt Amstetten. Der Fußballverein SKU Amstetten trägt hier seine Heimspiele aus. Die Anhänger des SKU nennen die Spielstätte jedoch nach wie vor „Union-Platz“ (ehemaliger Name).

## Geschichte
In den Jahren 2007 und 2008 wurde das Stadion grundlegend renoviert und erweitert und bietet 600 überdachte Sitz- und Stehplätze auf der „Sparkassen-Tribüne“ (westseitig) und ca. 400 überdachte Stehplätze auf der „Nordtribüne“, wo sich auch die (vorwiegend jugendliche) Anhängerschaft des SKU findet. Zum Ende der Sommerpause 2017 wurde auf der östlichen Längsseite des Spielfeldes eine weitere Tribüne mit 700 Sitzplätzen, 300 Stehplätzen und einem VIP-Bereich eröffnet. Zum Saisonbeginn 2024/25 wurde ein Auswärtsektor mit 300 Stehplätzen errichtet. Zusammen mit weiteren Stehplätzen zwischen den Tribünen ergibt sich eine Gesamtkapazität von etwa 2800 Zusehern.

## Finanzierung
Mit rund 750.000 Euro unterstützte das Land Niederösterreich die 2014 begonnenen Um- und Ausbaumaßnahmen. Von der Stadt Amstetten wurden 400.000 Euro zur Verfügung gestellt. Für die Umbauten im Jahr 2024, der die Errichtung eines Auswärtssektor und die Verlegung des Haupteingangs beinhaltete wurden 500.000 Euro investiert.

## Zuschauerzahlen
Bis zur Saison 2007/08 als der SKU noch in der 1. Landesliga Niederösterreich spielte, kamen ein paar hundert Zuschauer pro Spiel. In der ersten Saison in der Regionalliga Ost 2008/09 verbuchte man durchschnittlich 980 Zuschauer pro Spiel. Diesen Wert konnte man beinahe bis auf die RL-Saison 2016/17 (766 Zuschauer) halten. In der 2. Bundesliga hob man den Schnitt 2018/19 auf 1247 Zuseher.